# Приватний виконавець
Приватний виконавець (англ. private executor[джерело?]) — це суб'єкт незалежної професійної діяльності, уповноважений державою на здійснення діяльності з примусового виконання рішень, визначених законом та у спосіб і порядок, встановлений законом.
Нова юридична професія, що запроваджувалась після прийняття 2 червня 2016 року Закону України «Про органи та осіб, які здійснюють примусове виконання судових рішень і рішень інших органів» та нової редакції Закону України «Про виконавче провадження».
5 жовтня 2016 року набула чинності нова редакція Закону України «Про виконавче провадження», а також Закон України «Про органи та осіб, які здійснюють примусове виконання судових рішень і рішень інших органів», який у свою чергу прийшов на заміну морально застарілому[ненейтрально] Закону України «Про державну виконавчу службу». Вказані закони були покликані реформувати систему примусового виконання рішень та запровадити змішану систему виконання судових рішень, на зразок багатьох сучасних іноземних країн. Наразі[коли?] система примусового виконання в України складається з державної виконавчої служби та приватних виконавців України.

## Історія створення інституту приватного виконавця
Створення інституту приватного виконавця в Україні пов'язують[хто?] із прийняттям 2 червня 2016 року Закону України «Про органи та осіб, які здійснюють примусове виконання судових рішень і рішень інших органів» та нової редакції Закону України «Про виконавче провадження» в яких i було передбачено запровадження інституту приватного виконавця.
Зокрема, вказаними законами вирішувалися питання про вимоги, що пред'являються до осіб, що мають намір стати приватним виконавцем, окреслено порядок проходження навчання та складання кваліфікаційного іспиту, визначено права та обов'язки приватного виконавця, права та порядок створення та функціонування органів самоврядування приватних виконавців, питання виплати винагороди приватним виконавцям, здійснення контролю за діяльністю та притягнення до відповідальності тощо.
Після набуття у жовтні 2016 року чинності Законом України «Про органи та осіб, які здійснюють примусове виконання судових рішень і рішень інших органів» та нової редакції Закону України «Про виконавче провадження», в яких було передбачено запровадження інституту приватних виконавців і процес їх навчання, як це було передбачено відповідними законами, довго не починався та неодноразово переносився, що викликало занепокоєння представників юридичної сфери[джерело?].
15 січня 2016 року на сайті Міністерства юстиції України з'явилось оголошення, згідно з яким вбачалося, що Інститутом права та післядипломної освіти Міністерства юстиції України повідомляється про те, що заняття першої групи слухачів на навчальних курсах з отримання знань у сфері примусового виконання судових рішень і рішень інших органів розпочнеться у другій половині січня 2017 року (згідно з повідомленням — у зв'язку з необхідністю організаційного та методичного забезпечення навчального процесу, погодження департаментом державної виконавчої служби у встановленому п. 5 розділу ІІ Порядку допуску до професії приватного виконавця, затвердженого наказом МЮ України від 25 жовтня 2016 № 3053/5 Плану навчальних курсів на 2017 рік, і належної підготовки до реалізації вимог Закону України «Про органи та осіб, які здійснюють примусове виконання судових рішень і рішень інших осіб», а також з урахуванням значної кількості святкових та вихідних днів у першій половині січня та великої кількості заяв осіб, які мають намір пройти навчання).
Відтак, 24 грудня 2016 року заступник Міністра юстиції України Сергій Шкляр заявив[джерело?], що наразі[коли?] ведеться активна робота з підготовки програм навчання та стажування кандидатів у приватні виконавці, а також складання ними кваліфікаційного іспиту, який пройде у вигляді автоматизованого анонімного тестування. Питання для іспиту розроблялися із залученням іноземних партнерів та українських експертів.
Врешті решт, 25 січня 2017 року на сайті Міністерства юстиції України з'явилось оголошення[джерело?] про початок навчання осіб, які мають намір працювати приватними виконавцями та подали відповідні заяви. Згідно з оголошенням, курс навчання складатиме 23 робочі дні. Початок занять першого набору слухачів — 27 лютого 2017 року. Реєстрація слухачів — з 9:00, початок занять — з 10:00. Навчання проводилось в Інституті права та післядипломної освіти Міністерства юстиції України за адресою: Київ, вул. Костанайська, 6.

## Вимоги до приватного виконавця
Приватним виконавцем може бути громадянин України, який досяг 25 років, має вищу юридичну освіту не нижче другого рівня, володіє державною мовою, має стаж роботи у галузі права після отримання відповідного диплома не менше двох років і склав кваліфікаційний іспит (частина перша статті 25 Закону України «Про органи та осіб, які здійснюють примусове виконання судових рішень і рішень інших органів»).
Як i для державних службовців, для приватних виконавців встановлено певні обмеження як для доступу до професії, так i під час здійснення незалежної професійної діяльності з примусового виконання судових рішень.
Так, відповідності до частини другої статті 25 Закону України «Про органи та осіб, які здійснюють примусове виконання судових рішень і рішень інших органів» приватним виконавцем не може бути особа:
- яка не відповідає вимогам частини першої статті 25 Закону;
- обмежена чи позбавлена судом цивільної дієздатності;
- яка має не зняту або непогашену в установленому законом порядку судимість;
- яка вчинила корупційне правопорушення або порушення, пов'язане з корупцією — протягом трьох років зі дня вчинення;
- якій за порушення вимог законодавства анульовано свідоцтво про право на зайняття нотаріальною чи адвокатською діяльністю або діяльністю арбітражного керуючого (розпорядника майна, керуючого санацією, ліквідатора), яку позбавлено права на здійснення діяльності приватного виконавця — протягом трьох років з дня прийняття відповідного рішення;
- звільнена з посади судді, прокурора, працівника правоохоронного органу, з державної служби або служби в органах місцевого самоврядування у зв'язку з притягненням до дисциплінарної відповідальності — протягом трьох років зі дня звільнення.

В той же час приватний виконавець під час здійснення своєї діяльності не може займатися іншою оплачуваною (крім викладацької, наукової і творчої діяльності, діяльності арбітражного керуючого (розпорядника майна, керуючого санацією, ліквідатора), інструкторської та суддівської практики зі спорту та роботи в органах Асоціації приватних виконавців України) або підприємницькою діяльністю.
Наразі[коли?] представниками Міністерства юстиції України розглядається питання щодо можливості суміщення діяльності приватного виконавця та адвоката, якщо воно не спричинюватиме конфлікти інтересів.

## Навчання та іспити приватних виконавців
25 січня 2017 року на сайті Міністерства юстиції України з'явилось оголошення про початок навчання осіб, які мають намір працювати приватними виконавцями та подали відповідні заяви. Згідно оголошення курс навчання складатиме 23 робочі дні. Початок занять першого набору слухачів — 27 лютого 2017 року. Було сформовано список осіб, які увійшли до першого набору слухачів у кількості 210 осіб і розміщено у відповідному оголошенні.
10 лютого 2017 року на сайті Міністерства юстиції України з'явилось одразу два оголошення про формування списку осіб, які увійшли до другого та третього набору слухачів у кількості 210 осіб, які були сформовані та погоджені у встановленому Законом порядку. Згідно оголошення початок занять другого набору слухачів — 3 квітня 2017 року, а третього — 15 травня 2017 року. Курс навчання складатиме 23 робочі дні.
Під час урочистого старту навчання першої хвилі слухачів навчальних курсів з отримання знань у сфері примусового виконання рішень Заступник Міністра юстиції України Сергій Шкляр підкреслив, що реформа державної виконавчої служби, яка проводиться Міністерством юстиції, покликана радикально змінити систему примусового виконання судових рішень і рішень інших органів. Головною новацією комплексної реформи є запровадження інституту приватних виконавців, який буде функціонувати поруч із державною виконавчою службою.
26 квітня 2017 року на сайті Міністерства юстиції України з'явилось оголошення про формування списку осіб, які увійшли до четвертого набору слухачів у кількості 210 осіб, які були сформовані та погоджені у встановленому Законом порядку. Згідно оголошення, початок занять четвертого набору слухачів — 4 вересня 2017 року. Курс навчання складатиме 23 робочі дні.
Одночасно сформована з представників Міністерства юстиції України тимчасова кваліфікаційна комісія приватних виконавців (далі — Комісія) розпочала свою роботу з перевірки пакетів документів, наданих кандидатами у приватні виконавці для складання кваліфікаційного іспиту та відповідно надала дозволи на його складання за результатами такої перевірки. Проте деяким кандидатам за результатами такої перевірки було відмовлено в допуску до складання кваліфікаційного іспиту та направлене відповідне повідомлення із зазначенням причин такої відмови[джерело?].
Згодом, 11 травня 2017 року на сайті Міністерства юстиції України з'явилось оголошення з відеоінструктажем щодо процедури реєстрації та виконання завдань в електронній системі для проведення автоматизованого анонімного тестування осіб, які виявили намір здійснювати діяльність приватного виконавця, який в подальшому було оновлено.
13 травня 2017 на сайті Міністерства юстиції України було оприлюднено оголошення про внесення змін до «Порядку допуску до професії приватного виконавця», які стосуються прохідного балу для складання кваліфікаційного іспиту. За словами заступника Міністра юстиції України Сергія Шкляра[джерело?], прохідний бал було знижено з 80 % до 70 %. Таке рішення було прийнято після консультацій з експертами задля того, щоб запуск професії відбувся уже найближчим часом.
Як зауважив[джерело?] президент Міжнародної громадської організації «Універсальна екзаменаційна мережа Usenet» Сергій Мудрук, це була у тому числі їхня рекомендація знизити рівень зафіксованого у нормативному документі прохідного балу.
|                 | Ми вітаємо зниження прохідного балу з вісімдесяти до сімдесяти відсотків. Результати апробації свідчать, що планка у 80 % від максимального балу не дозволить швидко сформувати необхідний мінімальний корпус приватних виконавців в Україні |
| — Сергій Мудрук | |

Перший кваліфікаційний іспит приватних виконавців було призначено на 15 травня 2017 року, однак було проведено лише два з трьох етапів автоматизованого анонімного тестування осіб, які виявили намір отримати право на здійснення діяльності приватного виконавця. О 16:00 15 травня 2017 у приміщенні Міністерства юстиції України за адресою: Київ, вул. Січових Стрільців, 73, в якому проводився кваліфікаційний іспит, припинилося електропостачання через вихід із ладу ввідного автоматичного вимикача, у зв'язку з чим виконання особами практичного завдання в системі автоматизованого анонімного тестування було унеможливлене.
Після виконання необхідних робіт електропостачання будівлі було відновлено 16 травня 2017 о 08:00 хв, про що наявні відповідні підтверджувальні документи[які?]. За результатами складання третього етапу кваліфікаційного іспиту Тимчасова кваліфікаційна комісія приватних виконавців повідомила, що 15 та 22 травня 2017 року проведено кваліфікаційний іспит 19 осіб, які виявили намір здійснювати діяльність приватного виконавця, та затверджені його результати.
Згідно протоколу засідання Комісії № 12 від 22 травня 2017 року за результатами проведення кваліфікаційного іспиту прийняте рішення видати посвідчення приватного виконавця десяти особам, які склали іспит, та відмовити у видачі відповідних посвідчень дев'яти особам, які іспит не склали.
Одночасно Комісія повідомила, що особам, які успішно склали кваліфікаційний іспит, та відносно яких Комісією прийняте рішення про видачу посвідчення приватного виконавця, Міністерством юстиції України будуть видані відповідні посвідчення протягом десяти днів з дня складення кваліфікаційного іспиту.
Ще один збій у роботі комп’ютерних систем Мінюсту відбувся 30 червня 2017 року. Згідно оприлюдненого повідомлення через переведення комп'ютерного обладнання та телекомунікаційних систем Міністерства юстиції в аварійний режим у зв'язку з кібератакою провести іспит не вдалося.   Через кібератаку, зокрема на органи державної влади України, з 27 червня у всіх будівлях Міністерства юстиції розпочато проведення превентивних заходів з обслуговування комп'ютерного обладнання та телекомунікаційних систем. З метою попередження зараження і поширення вірусу усі системи будівель Мін'юсту були переведені в аварійний режим.  
Кваліфікаційною комісією прийняте рішення про перенесення кваліфікаційного іспиту на понеділок, 03 липня 2017 року. Попри затримки з видачею посвідчень врешті решт на сайті Міністерства юстиції 3 липня 2017 року з'явилось оголошення, згідно якого особам, відносно яких тимчасовою кваліфікаційною комісією приватних виконавців прийняте рішення про видачу посвідчень приватного виконавця, необхідно внести плату за видачу відповідних посвідчень у розмірі однієї мінімальної заробітної плати. Урочисте вручення посвідчень приватного виконавця особам, які успішно склали кваліфікаційний іспит, відбудеться 07.07.2017 о 10 год. 00 хв. за адресою: м. Київ, вул. Січових Стрільців, 73, другий поверх, мармурова зала».

## Перші приватні виконавці в Україні
Згідно протоколу засідання Комісії від 22.05.2017 № 12 прийняте рішення видати посвідчення приватного виконавця 10 особам, які склали іспит.
Іспит склали:
Куземченко Андрій Сергійович
Лисенко Юрій Олександрович
Сивокозов Олександр Миколайович
Шаган Олексій Анатолійович
Мілоцький Олег Леонідович
Жаботинський Іван Володимирович
Близнюков Юрій Володимирович
Ляпін Дмитро Валентинович 
Маковецький Зорян Вікторович
Сколибог Олександр Сергійович
Семенов Руслан Анатолійович

7 липня 2017 року у Міністерстві юстиції України вручили посвідчення першим приватним виконавцям в Україні. Заступник Міністра юстиції з питань виконавчої служби Сергій Шкляр привітав перших представників нової для України професії.
|                | У нас сьогодні важлива подія. Після двох років активної роботи та підготовки ми можемо констатувати перехід реформи на новий етап — сьогодні особи, які успішно склали іспит, отримають посвідчення приватного виконавця. Я вас із цим вітаю. У вас є унікальна можливість стати першими представниками професії і надалі задавати тон і цінності професії приватного виконавця в Україні. Я усім щиро бажаю успіхів |
| — Сергій Шкляр | |

Під час урочистого вручення посвідчень були присутні партнери і донори, які починали і продовжують допомагати міністерству юстиції України у впровадженні реформи системи примусового виконання судових рішень. Це Координатор проектів ОБСЄ в Україні, проект ЄС «Підтримка реформ у сфері юстиції в Україні», БО «Центр комерційного права» за сприяння агентства США з міжнародного розвитку (USAID), ГО «Українська екзаменаційна мережа», Інститут права та післядипломної освіти Міністерства юстиції України.

## Обмеження приватних виконавців за категорією справ
Законом України «Про виконавче провадження» передбачено, що приватний виконавець здійснює примусове виконання рішень, визначених статтею третьою вказаного Закону.
Проте у частині другій статті п'ятої Законом України «Про виконавче провадження» передбачено, що приватний виконавець не має право виконувати виконавчі документи за наступною категорією справ:
1. рішення про відібрання і передання дитини, встановлення побачення з нею або усунення перешкод у побаченні з дитиною;
2. рішення, за якими боржником є держава, державні органи, Національний банк України, органи місцевого самоврядування, їх посадові особи, державні та комунальні підприємства, установи, організації, юридичні особи, частка держави у статутному капіталі яких перевищує 25 відсотків, та/або які фінансуються виключно за кошти державного або місцевого бюджету;
3. рішення, за якими боржником є юридична особа, примусова реалізація майна якої заборонена відповідно до закону;
4. рішення, за якими стягувачами є держава, державні органи;
5. рішення адміністративних судів та рішень Європейського суду з прав людини;
6. рішення, які передбачають вчинення дій щодо майна державної чи комунальної власності;
7. рішення про виселення та вселення фізичних осіб;
8. рішення, за якими боржниками є діти або фізичні особи, які визнані недієздатними чи цивільна дієздатність яких обмежена;
9. рішення про конфіскацію майна;
10. рішення, виконання яких віднесено Законом України «Про виконавче провадження» безпосередньо до повноважень інших органів, які не є органами примусового виконання;
11. інших випадків, передбачених Законом України «Про виконавче провадження» та Законом України «Про органи та осіб, які здійснюють примусове виконання судових рішень і рішень інших органів».

Відповідно до п. 1-1 Прикінцевих та перехідних положень Закону України «Про виконавче провадження», до 1 січня 2018 року приватний виконавець не може здійснювати примусове виконання рішень, за якими сума стягнення становить шість та більше мільйонів гривень або еквівалентну суму в іноземній валюті.
Також відповідно до частини другої п. 2 статті п'ятої Закону України «Про виконавче провадження», протягом першого року на посаді приватний виконавець не може здійснювати примусове виконання рішень, за якими сума стягнення становить двадцять та більше мільйонів гривень або еквівалентну суму в іноземній валюті (строк зайняття діяльністю приватного виконавця обчислюється зі дня внесення інформації про приватного виконавця до Єдиного реєстру приватних виконавців України)